# Atractus peruvianus
Espèce
Synonymes
- Rhabdosoma peruvianum Jan, 1862

Atractus peruvianus est une espèce de serpents de la famille des Dipsadidae.

## Répartition
Cette espèce est endémique du Pérou.

## Description
Dans sa description Jan indique que le spécimen en sa possession mesure 71 cm dont 10 cm pour la queue.

## Étymologie
Son nom d'espèce, peruvianus, lui a été donné en référence au lieu de sa découverte.

## Publication originale
- Jan, 1862 : Enumerazione sistematico delle specie d'ofidi del gruppo Calamaridae. Archivio per la zoologia, l'anatomia e la fisiologia, vol. 2, p. 1-76 (texte intégral).